# Perochirus scutellatus
Perochirus scutellatus là một loài thằn lằn trong họ Gekkonidae. Loài này được Fischer mô tả khoa học đầu tiên năm 1882.